# Honoré Mercier
Honoré Mercier (Saint-Athanase, 15 de octubre de 1840 - Montreal, 30 de octubre de 1894) fue un abogado, periodista y político quebequés. Fue primer ministro de Quebec del 27 de enero de 1887 al 21 de diciembre de 1891, y fue el jefe del Partido Liberal de Quebec y del Partido Nacional (una breve encarnación del Partido Liberal). Nació en Saint-Athanase (ahora fusionado a Saint-Jean-sur-Richelieu). Fue de tendencia nacionalista.